# 興原敏久
興原 敏久（おきはら の みにく/としひさ）は、平安時代初期の貴族・法律家。姓は物部（無姓）のち（物部）中原宿禰、興原宿禰。官位は正五位上・大判事。

## 出自
三河国出身。

## 経歴
延暦年間末期より明法家として知られるようになり、大同年間初期に大宰少典・左大史を歴任する。大同3年（808年）外従五位下・大外記に叙任され、遅くても弘仁2年（811年）までには明法博士に任じられていた。弘仁4年（813年）物部（無姓）から物部中原宿禰に改姓すると共に大判事に任じられる。
弘仁7年（816年）上総国夷灊郡で税長・久米部当人が放火により官有物を焼失させた上で自殺したことから、法律家として見解を述べた。
- 放火犯を拘束できれば、弁償させ、弁償できない場合は使役により返済させる。
- 犯罪の時効は5年であり、時効年限が達した場合は填償は終了していなくても犯人を放免する。
- 上記取扱では朝廷が不利となるため、延暦5年格では神火・人火問わず現任者に公廨をもって補填させる。
- 欠損の填補は現任者の責任であり、前任者は官職を去れば責任は追及されない。

弘仁10年（819年）従五位下、天長元年（824年）従五位上、天長4年（827年）正五位下、天長7年（830年）には弘仁格式撰修の功労によって正五位上に叙されるなど、嵯峨朝末から淳和朝にかけて順調に昇進を果たした。また、嵯峨朝では藤原冬嗣の元で『弘仁格式』の、淳和朝では清原夏野に元で『令義解』の撰修に参画している。特に『令義解』の撰修においては、編者における明法家（ほかに讃岐永直・川枯勝成・漢部松長）の筆頭として、敏久の解釈が『令義解』の注釈をリードしたと想定される。
一説では、嘉祥2年（849年）7月20日卒去。享年62。
『令集解』に載せられている「物記」「興大夫云」「原大夫云」「物云」は敏久の発言・学説を引用したものとされている。また、その明法勘文は『法曹類林』や『政事要略』にも採録されている。

## 官歴
注記のないものは『六国史』による。
- 延暦21年（802年）以前：大宰少典[4]
- 延暦25年（806年）以前：左少史[4]
- 時期不詳：正六位上。左大史[5]
- 大同3年（808年） 正月5日：外従五位下。3月15日：大外記[5]
- 大同4年（809年） 6月30日：主税助[5]
- 弘仁2年（811年） 12月：見明法博士[6]
- 弘仁4年（813年） 正月5日：物部（無姓）から物部中原宿禰に改姓。2月13日：大判事
- 弘仁10年（819年） 正月7日：従五位下（内位）
- 弘仁11年（820年） 4月21日：見大判事兼播磨大掾[7]
- 天長元年（824年） 正月7日：従五位上
- 時期不詳：物部中原宿禰から興原宿禰に改姓
- 天長4年（827年） 正月21日：正五位下
- 天長7年（830年） 閏12月26日：正五位上（格式功）